# 京都サンガF.C.
京都サンガF.C.（きょうとサンガエフシー、英: Kyoto Sanga F.C.）は、日本の京都府内全市町村（15市10町1村）をホームタウンとする、日本プロサッカーリーグ（Jリーグ）に加盟するプロサッカークラブ。

## 概要
1922年に創設された京都紫光クラブが前身となり、1993年に一般公募で愛称を募り、教育研究社FC京都パープルサンガ へ改称。1994年に京都パープルサンガへ改称。1996年にJリーグへ加盟した。
2007年に現クラブ名へ改称。運営会社は株式会社京都パープルサンガ。
旧クラブの由来は、京都紫光サッカークラブの英語の『パープル』と、サンスクリット語で「仲間・群れ」を表す『samgha』と、山紫水明の京都をイメージさせる「山河」の響きを掛け合わせた『サンガ』を合わせたもの。
ホームタウンは2010年8月まで京都府京都市のみであったが、2010年8月より宇治市、城陽市、向日市、長岡京市、京田辺市の5市を追加。この時には、クラブ側は「よりホームタウンを活性化させるには試合の本拠地である京都市やクラブハウスのある城陽市を含め京都府南部の市町村の連携が不可欠」としていたが、その後は府南部にとどまらず府全域に広がっていき、2012年4月より木津川市、2014年4月より亀岡市、2017年9月より南丹市、船井郡京丹波町、2019年9月より福知山市、舞鶴市、綾部市、2020年3月より八幡市、2022年4月より宮津市、2023年2月より乙訓郡大山崎町、久世郡久御山町、2023年5月より京丹後市、2024年2月より相楽郡精華町、2024年10月より綴喜郡井手町、宇治田原町、相楽郡和束町、与謝郡与謝野町、2025年4月より相楽郡笠置町、相楽郡南山城村、与謝郡伊根町がホームタウンに加わり、現在は京都府内の全市町村（15市10町1村）がホームタウンとなっている。
ホームスタジアムは亀岡市のサンガスタジアム by KYOCERA。練習場は京都サンガF.C.東城陽グラウンド（通称：サンガタウン城陽）（詳細は#スタジアム・練習場を参照）。クラブマスコットは1995年に誕生した「パーサくん」と2003年に誕生した女の子のお友達「コトノちゃん」で、いずれも「鳳凰」と「不死鳥」をモチーフとしている。

## 歴史

### 前史
1922年創設の京都紫光クラブ（設立時の名称は紫郊クラブ）が前身となり、Jリーグ加盟クラブの前身チームの中で最も古い。1993年に「教育研究社FC京都パープルサンガ」が発足。1994年1月、運営会社となる「株式会社京セラパープルサンガ」が設立された（6月に「株式会社京都パープルサンガ」へ商号変更）。
1994年8月、Jリーグ準会員に承認。1995年にジャパンフットボールリーグ（JFL）で2位の成績を収めて、1996年からJリーグ加盟が決定した。

### 1996年 - 1999年（Jリーグ）
1996年
| 節 | 会場     | スコア | 相手  |    | 節       | 会場  | スコア | 相手 |
| 1  | 等々力   | 0-1●   | V川崎 | 10 | 西京極   | 0-3●  | 福岡   |      |
| 2  | 西京極   | 0-2●   | 市原  | 11 | 日立柏   | 0-2●  | 柏     |      |
| 3  | カシマ   | 1-5●   | 鹿島  | 12 | 三ツ沢球 | 0-1●  | 横浜M  |      |
| 4  | 西京極   | 0-2●   | C大阪 | 13 | 西京極   | 1-2v● | 磐田   |      |
| 5  | 三ツ沢球 | 0-3●   | 横浜F | 14 | 国立     | 0-1v● | 浦和   |      |
| 6  | 西京極   | 1-5●   | 清水  | 15 | 鳥取     | 2-3●  | 名古屋 |      |
| 7  | 広島ビ   | 0-3●   | 広島  | 16 | 西京極   | 0-3●  | 横浜M  |      |
| 8  | 万博     | 2-4●   | G大阪 | 17 | 磐田     | 1-2●  | 磐田   |      |
| 9  | 西京極   | 0-2●   | 平塚  | 18 | 西京極   | 1-0○  | 浦和   |      |

大野俊三や松橋力蔵といったJリーグ経験者を補強。開幕戦はV川崎に敗北。その後、シーズン開幕後17連敗を喫して、オスカー・ベルナルディがシーズン途中で監督を解任された。5月にV川崎からラモス瑠偉、藤吉信次、ガンバ大阪から山口敏弘を獲得し、後半戦は8勝7敗と勝ち越した。
1997年
ペドロ・ローシャを監督に迎えたが、カポネとクレーベルの両外国人選手が振るわず、更にラモスがシーズン途中にV川崎に移籍した。年間成績は17チーム中14位。なお、この年に西田吉洋が日本代表候補に選ばれた。
1998年
元日本代表監督のハンス・オフトが監督に就任。
元日本代表の森保一や岩本輝雄、山田隆裕・黒崎久志を獲得したが、下位に低迷。オフトは6月に監督を退任し、清水秀彦が後任となり、2ndステージは勝ち越し。なお、横浜Fと横浜Mの合併によりJ1参入決定戦への出場は免れた。
1999年
清水体制2年目。
1stステージが14位。6月に清水が退任して、7月に元日本代表監督の加茂周が監督に就任。また、同じ7月に元日本代表の三浦知良を獲得。2ndステージは9位。年間成績は12位となった。

### 2000年（J1）
加茂体制2年目。
黒部光昭、松井大輔、朴智星が入団。リーグ戦は当初より不振で6月に加茂周を解任。ゲルト・エンゲルスが後任の監督に就任したが、年間成績は15位に終わり、J2へ降格した。

### 2001年（J2）
エンゲルス体制2年目。
三浦知良が神戸、遠藤保仁がG大阪へ移籍した。J2リーグ戦は28勝5分11敗の成績で優勝し、J1復帰を決めた。黒部は30得点を挙げ、J2得点ランク2位となった。

### 2002年 - 2003年（J1）
2002年
エンゲルス体制3年目。
開幕直後こそ4連敗するものの、黒部光昭、松井大輔、朴智星に加えて平井直人や角田誠といった下部組織出身の選手も活躍。年間順位で5位に躍進。第82回天皇杯全日本サッカー選手権大会は決勝で鹿島を破り、関西にホームを置くクラブでJリーグ発足後初のタイトルを獲得した。
2003年
エンゲルス体制4年目。
朴がオランダ1部・PSVアイントホーフェンへ移籍した一方、韓国1部・水原三星ブルーウィングスより高宗秀を獲得した。1stステージは最下位。6月にエンゲルスを解任、後任のピムも11月に解任し、木村文治が監督に就任。2ndステージも14位に終り、年間で最下位となり、2度目のJ2降格が決定した。

### 2004年 - 2005年（J2）
2004年
西村昭宏が監督に就任。
市原から崔龍洙を獲得。一方、9月に松井大輔がフランス2部・ル・マンFCへ期限付き移籍した（2005年7月に完全移籍へ移行）。リーグ戦は序盤戦から勝利に恵まれず、6月に西村を解任し、柱谷幸一を監督に迎えたが5位に終わった。
2005年
クラブスローガン ：「ONE for TEAM -すべては勝利のために-」
柱谷体制2年目。
黒部光昭がC大阪へ移籍した一方、山形から星大輔、福岡から米田兼一郎、湘南から加藤大志を完全移籍で獲得した。シーズンは7試合を残して2位以内が確定、第39節で2度目のJ2優勝を決めた。最終節は甲府に敗れて、2004年の川崎に次ぐシーズン勝点100以上はならなかった。なお、パウリーニョが22得点でJ2得点王を獲得し、15得点のアレモンと2人でチーム総得点（89）の4割強を占めた。

### 2006年（J1）
クラブスローガン ：「ONE FOR TEAM -情熱旋風-」
柱谷体制3年目。
4月にG大阪から手島和希、5月に名古屋から角田誠を期限付き移籍で獲得したが、シーズン当初より低迷し10月に柱谷幸一を監督から解任。ヘッドコーチの美濃部直彦が監督に就任したが、11月26日のG大阪戦に敗れ、最下位が決まり、J2降格が決定した。

### 2007年（J2）
美濃部体制2年目。
2月からクラブ名を京都サンガF.C.へ変更（ただし運営法人の商号は現在も株式会社京都パープルサンガのまま）。同時に新しいエンブレムも制定された。名古屋から元日本代表DF秋田豊、清水から森岡隆三、甲府から倉貫一毅を、福岡から平島崇を獲得した。開幕から大きな連勝はしないものの1度の連敗もなく安定して勝点を積み重ね、第44節終了時点で暫定3位と昇格圏内につけていた。10月13日に美濃部を解任して、総監督の加藤久が監督へ就任。リーグ戦は3位となり、J1・J2入れ替え戦で広島に勝利を収めてJ1復帰を決めた。また、当初は残り試合に限定された暫定監督扱いとして就任した加藤の総監督留任も決定した。

### 2008年 - 2010年（J1）

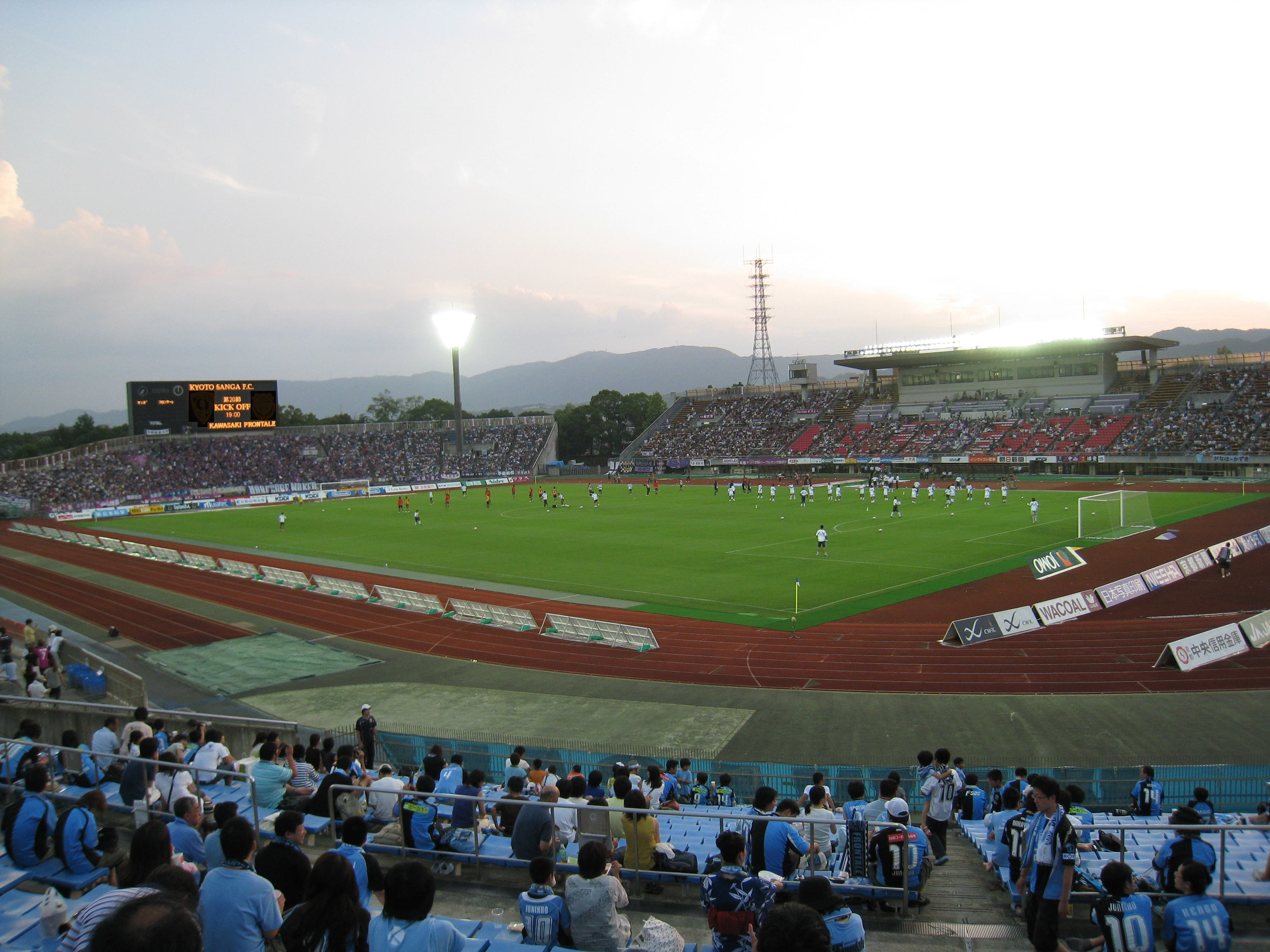
2008年J1第20節川崎フロンターレ戦

2008年
クラブスローガン ：「SMILE KYOTO for the better future」
加藤体制2年目。
柏から水谷雄一、G大阪から9シーズンぶりの京都復帰となるシジクレイ、FC東京から期限付き移籍で増嶋竜也、千葉から佐藤勇人、鹿島から柳沢敦と、各ポジションで実力者を獲得し、2年ぶりのJ1に臨んだ。シーズン途中にも、ディフェンス安定のためにG大阪から水本裕貴、怪我で長期離脱（登録抹消）したパウリーニョの穴を埋めるため、清水からフェルナンジーニョを獲得した。シーズン成績は14位。天皇杯は5回戦で柏に敗北。
2009年
クラブスローガン ：「前へ。PASSION REALITY OVATION」
加藤体制3年目。
名古屋から豊田陽平、東京Vからディエゴ、韓国代表の李正秀などを獲得。また、前年怪我でシーズン途中に登録抹消されたパウリーニョも復帰した。しかし、主力に怪我人が相次ぎ、パウリーニョがシーズン途中でブラジル1部・スポルチ・レシフェに移籍するなどメンバー編成に苦しんだが、第33節浦和戦に勝利し、残り1試合を残してJ1残留を決め、同時にJ1通算100勝を達成し、12位でシーズンを終えた。天皇杯は3回戦で甲府に敗北した。
2010年
クラブスローガン ：「SHI・N・KA」
加藤体制4年目。
手島和希が引退、李正秀が鹿島へ、林丈統と佐藤勇人が千葉へ、松井謙弥がC大阪へ、シジクレイがブラジル・パラナ州1部・カスカヴェウCRに完全移籍、豊田陽平が鳥栖へ期限付き移籍した。
一方で、大分から7年ぶりの復帰となる鈴木慎吾を、大宮から片岡洋介、ブラジル1部・ECサント・アンドレからドゥトラを、韓国1部・全南ドラゴンズから郭泰輝を完全移籍で、ブラジル1部・グレミオFBPAからチエゴを期限付き移籍で獲得、愛知学院大学からハウバート・ダン、関西大学から児玉剛、大阪桐蔭高校から福村貴幸が入団した。
リーグ戦は第4節終了時の8位が最高。第10節および第13節から第21節まで最下位で推移し、第14節終了後の7月27日に加藤を監督及びチーム統括職より解任し、コーチの秋田豊が後任の監督に就任した。第22節で17位に順位を上げたが以降も17位から順位は変わらず、第30節の浦和戦に敗れて4回目のJ2降格が決定した。天皇杯も3回戦で千葉に大敗した。
なお、秋田とは2011年までの契約で「J2に降格しても続投してもらう」方針 であったが、12月7日に監督を退任した。

### 2011年 - 2021年（J2）
2011年
クラブスローガン ：「Change」
監督に甲府元監督の大木武、ゼネラルマネージャー（GM）に千葉元GMの祖母井秀隆がそれぞれ就任した。
平井直人が引退、柳沢敦と角田誠が仙台に、渡邉大剛と片岡洋介が大宮に、増嶋竜也が柏に、水本裕貴が広島に、西野泰正がカマタマーレ讃岐に、郭泰輝が韓国1部・蔚山現代FCに完全移籍し、豊田陽平が鳥栖への期限付き移籍期間を延長、期限付き移籍で加入していたチエゴが期間満了により退団し、中谷勇介が契約満了により退団した。また、8月にディエゴが仙台に期限付き移籍した。
一方で、千葉から工藤浩平、甲府から秋本倫孝、愛媛からアライールを完全移籍で獲得、U-18から駒井善成と伊藤優汰、山田俊毅、下畠翔吾が昇格、駒澤大学から酒井隆介、韓国・慶熙大学校からチョン・ウヨン、立命館大学から内藤洋平が入団した。
リーグ戦は、水戸との開幕戦終了後、第2節のホーム開幕戦前に東日本大震災による途中中断、先述した昨季メンバーの大量放出で、第9節・栃木戦から第15節・鳥取戦まで2分5敗となるなど、同節時点で僅か1勝（2分6敗）の19位まで順位を下げる。後半戦に入り、やや持ち直したものの最終順位は7位に終わり、1年でのJ1復帰は逃すが、2種登録選手ながら10得点を挙げて、チーム得点王になった久保裕也らの活躍もあった。
天皇杯は、第82回以来の決勝進出。史上初めてJ2同士の対決となった決勝は、FC東京に2-4で敗れて準優勝となった。
2012年
クラブスローガン ：「Changing〜俺たちは変わり続ける〜」
大木体制2年目。
アライールが愛媛に、鈴木慎吾が東京に、加藤弘堅が富山に、金成勇が草津に、森下俊が川崎に、上里琢文がFC琉球に、豊田陽平が期限付き移籍先の鳥栖に、仙台に期限付き移籍していたディエゴがブラジル1部・アソシアソン・ポルトゥゲーザ・ジ・デスポルトスに完全移籍、中村太亮が新潟に、下畠翔吾が佐川印刷SCに、ハウバート・ダンが横浜スポーツ&カルチャークラブに、守田達弥が富山に期限付き移籍、山田俊毅が立命館大学に進学した。
一方で、名古屋から松尾元太を、ドイツ1部・1.FCケルンからブルキナファソ代表のサヌを、中国1部・陝西宝栄足球倶楽部からバヤリッツァ、徳島から倉貫一毅を完全移籍で、浦和から原一樹、清水から長沢駿を期限付き移籍で獲得、U-18から杉本大地と高橋祐治、國領一平、原川力、三根和起、久保裕也が昇格、慶應義塾大学から黄大城が入団した。
開幕前は天皇杯準優勝などの実績より昇格候補に挙げられ、第5節町田戦からの4連勝と第12節栃木戦からの5連勝で首位に立ったが、第17節富山戦から3連敗を含む7戦連続勝ちなしに陥り、第23節時点で8位へ順位を下げた。第24節熊本戦からの6連勝で2位まで浮上して以降、J1昇格プレーオフ圏内となる6位以上を保ち、自動昇格圏も狙える位置で推移、第41節時点で2位をキープしたが、最終節甲府戦でスコアレスドローに終わり、最終節勝利した湘南と入れ替わって3位となり、J1昇格プレーオフへ回った。J1昇格プレーオフは準決勝で6位の大分にホームで敗北し、J1昇格はならなかった。天皇杯は3回戦で磐田にPK負けした。
なお、シーズン途中には、ドゥトラが鹿島に完全移籍した。
2013年
クラブスローガン ：「必昇」
大木体制3年目。
松尾元太が引退、中村充孝が鹿島に、水谷雄一が福岡に、内藤洋平が北九州に完全移籍、伊藤優汰が愛媛に、國領一平が佐川印刷SCに、三根和起が富山に、チョン・ウヨンが磐田に期限付き移籍、期限付き移籍で加入していた長沢駿が期間満了により退団した。
一方で、高橋祐治と下畠翔吾が期限付き移籍から復帰、川崎から山瀬功治、湘南から三平和司（前年は大分に期限付き移籍）、徳島からオ・スンフン、愛媛から田森大己、Honda FCから中村祐哉を完全移籍で、G大阪から横谷繁、清水から姜成浩を期限付き移籍で獲得、浦和から期限付き移籍で加入していた原一樹が完全移籍に移行、U-18から山田元気と齊藤隆成が昇格した。
開幕から4試合を2勝2分とし第4節時点で2位につける。第5節富山戦から第9節岡山戦まで1勝1分3敗に留まり11位まで順位を下げるが、その後は第28節愛媛戦からの3連敗を除いて連敗することなく推移し、第16節で4位に浮上して以降は昇格プレーオフ圏内をキープ。第32節熊本戦からは7連勝し、第34節終了時点で3位に浮上したが、第40節G大阪戦に敗れて自動昇格圏内の2位以内が消滅、最終順位は2年連続の3位となった。J1昇格プレーオフ準決勝はホームで長崎に引き分け、規定により決勝へ進出したが、徳島に敗れて2年連続でプレーオフ敗退に終わった。天皇杯は3回戦で鹿島に敗北。シーズン終了後に大木武が監督を退任した。
なお、シーズン途中には、久保裕也がスイス1部・BSCヤングボーイズへ完全移籍した。
2014年
クラブスローガン ：「NEVER GIVE UP 勝利へ」
元イラン代表監督のバドゥが監督に就任。
サヌが引退、安藤淳と染谷悠太がC大阪に、倉貫一毅が鳥取に、秋本倫孝が富山に、原一樹が北九州に、中村祐哉が長崎に、児玉剛が愛媛に完全移籍、原川力が愛媛に期限付き移籍、期限付き移籍で加入していた姜成浩が期間満了により退団した。
一方で、伊藤優汰が期限付き移籍から復帰、名古屋から石櫃洋祐、ブラジル2部・アメリカFCからアレッサンドロを完全移籍で、神戸から有田光希、横浜FMから比嘉祐介、中国1部・杭州緑城足球倶楽部から大黒将志を期限付き移籍で獲得、G大阪から期限付き移籍で加入していた横谷繁が完全移籍に移行、U-18から田村亮介が昇格、市立船橋高校から磐瀬剛と石田雅俊が入団した。
開幕節終了直後に首位に立ったが、その後第18節時点で7勝5敗6分の11位に留まり、6月18日にバドゥを監督から解任。後任決定までコーチの森下仁志が監督代行を務めた後、6月29日より元東京V監督の川勝良一が監督に就任し、徳島からドウグラスを期限付き移籍で獲得したが第41節・富山戦での引き分けにより昇格プレーオフ進出が消滅し、最終順位も9位に終わった。シーズン終了後に監督の川勝、GMの祖母井秀隆、強化部テクニカルディレクターの高間武らが退任した。なお、新加入の大黒が26得点でJ2得点王を獲得した。天皇杯は3回戦で名古屋に敗れた。
2015年
クラブスローガン ：「SANGA INNOVATION」
元神戸監督の和田昌裕が監督に就任。
オ・スンフンが韓国1部・大田シチズンに、ジャイロがブラジル・サンパウロ州2部・フェロヴィアリアに、酒井隆介が松本に、工藤浩平が広島に、横谷繁が大宮に、三平和司が大分に、内野貴志が長野に完全移籍、高橋祐治が讃岐に、田村亮介が鳥栖に期限付き移籍、期限付き移籍で加入していたドウグラスと比嘉祐介、田中英雄が期間満了により退団した。
一方で、宮吉拓実と原川力が期限付き移籍から復帰、大分から清水圭介、千葉から山口智、磐田から菅沼駿哉、韓国1部・全北現代モータースから金南一、ベルギー2部・AFCテュビズから黄辰成、仙台から佐々木勇人、群馬からダニエル・ロビーニョを完全移籍で獲得、U-18から奥川雅也と永島悠史、大西勇輝が昇格した。
前半戦を終えて6勝4分12敗。第22節徳島戦で敗北し、7月10日に成績不振を理由として和田が監督を解任、ヘッドコーチの石丸清隆が後任の監督に就任した。10月25日の大宮戦の引き分けで7位以下が確定、最終順位は17位に終わった。天皇杯は3回戦で川崎に敗れた。
2016年
クラブスローガン ：「一丸 よみがえる不死鳥（サンガ）」
石丸体制2年目。
中山博貴と山口智、金南一が引退、ユース出身の駒井善成が浦和に、伊藤優汰が新潟に、原川力が川崎に、宮吉拓実が広島に、田森大己が岐阜に、佐々木勇人が栃木に、福村貴幸が期限付き移籍先の清水に、黄大城がLB-BRB TOKYOに、バヤリッツァがセルビア・ラシュカ地区リーグ（5部相当）・OFKラドニチュキ・コヴァチに完全移籍、大西勇輝が奈良クラブに、三根和起がシンガポール1部・アルビレックス新潟シンガポールに、磐瀬剛が岐阜に、杉本大地が徳島に、大黒将志が山形に、フェホが契約満了で退団した。
一方で、齊藤隆成と高橋祐治、國領一平、田村亮介が期限付き移籍から復帰、名古屋から牟田雄祐と本多勇喜、柏から菅野孝憲、松本から岩沼俊介、甲府から堀米勇輝、長崎からイ・ヨンジェ、C大阪から染谷悠太、千葉から佐藤健太郎、横浜FMから矢島卓郎、中国1部・江蘇国信舜天足球倶楽部からエスクデロ競飛王を完全移籍で、ブラジル3部・トンベンセFCからアンドレイ（前年はブラジル1部・SEパルメイラスに期限付き移籍）を期限付き移籍で獲得。名古屋などでスカウトを務めた小島卓が強化担当で入団した。
開幕から4試合連続引き分けを含む5試合勝利なしで、第5節終了時には15位まで順位を下げるものの、第6節でシーズン初勝利を挙げてからの10試合で7勝2分1敗と躍進、第15節終了時にはプレーオフ圏内の5位に浮上する。その後はシーズン終了までプレーオフ圏内となる6位以上をキープしたものの、第18、26各節終了時の4位が最高で、J1自動昇格となる2位以上とは勝点で引き離されたまま5位でシーズンを終えた。3シーズンぶりに出場したJ1昇格プレーオフは、準決勝でC大阪と引き分け。規定により決勝進出はならなかった。
シーズン終了後、翌年まで契約が残っていた石丸清隆を監督から解任、コーチの平井直人と古邊考功、U-18監督の森岡隆三も退任した。天皇杯は2回戦でC大阪に延長戦の末敗れた。
2017年
クラブスローガン ：「Josho（上昇-常勝）魂 サンガノタメニ」
監督に前柏ヘッドコーチの布部陽功が就任。
矢島卓郎が引退、山瀬功治が福岡に、有田光希が愛媛に、佐藤健太郎が山口に、國領一平と岩沼俊介が長野に、三根和起がヴァンラーレ八戸に、和田篤紀が韓国2部・ソウルイーランドFCに完全移籍、沼大希が鳥取に、山田元気が山口に、齊藤隆成が水戸に期限付き移籍、期限付き移籍で加入していたアンドレイが期間満了で退団、永島悠史が岐阜にした。
一方で、大黒将志が期限付き移籍から復帰、名古屋から望月嶺臣（前年は山口に期限付き移籍）と小屋松知哉、田中マルクス闘莉王を、熊本から永井建成を、山形から伊東俊、韓国1部・蔚山現代FCからハ・ソンミンを、韓国1部・仁川ユナイテッドFCからケヴィン・オリスを完全移籍で、柏から湯澤聖人を期限付き移籍で獲得、東洋大学から仙頭啓矢、常葉大学から大野耀平、京都橘高校から岩崎悠人が入団した。
闘莉王等の獲得によりJ1昇格候補にも挙げられていたが、シーズンが始まると一時期はJ3降格圏内まで低迷、その後はDF登録の闘莉王がFWで15得点を挙げるなど奮起したがシーズン中1度も1桁順位に浮上することが出来ず最終順位は12位。天皇杯は初戦で沼津に敗れた。
2018年
クラブスローガン ：「団結心」
布部体制2年目。小島卓が強化部長に、前名古屋監督のジュロヴスキーがコーチに就任した。
高橋祐治が鳥栖に、イ・ヨンジェが岡山に、齊藤隆成が藤枝に、内田恭兵が長野、永井建成がいわきFCに、伊東俊が熊本に、高橋祐治が鳥栖に、ケヴィン・オリスがベルギー4部・KVVテス・スポルト・テッセンデルローに、ハ・ソンミンが韓国1部・慶南FCに完全移籍、島村拓弥が岐阜に、大黒将志が栃木に、菅野孝憲が札幌に期限付き移籍、奈良クラブに期限付き移籍していた大西勇輝が立命館大学に進学、期限付き移籍で加入していた吉野恭平と土屋征夫、湯澤聖人が期間満了により退団した。
一方で、荻野広大と沼大希、磐瀬剛が期限付き移籍から復帰、札幌から増川隆洋を、山口から宮城雅史を、水戸から湯澤洋介を、韓国1部・FCソウルからキム・チョルホを完全移籍で、ウルグアイ1部・クルブ・プラサ・デ・デポルテス・コロニアからマティアス・カセラスとレンゾ・ロペスを、ブラジル・サンタカタリーナ州1部・CAメトロポリターノからアレシャンドレを期限付き移籍で獲得、U-18から若原智哉が昇格、阪南大学から重廣卓也が入団した。
開幕から低迷し、10試合を終えた時点で1勝3分6敗でクラブ史上初のJ2最下位に転落。第13節は休養した布部に代わりコーチのボスコ・ジュロヴスキーが指揮を執った。5月11日、布部陽功の退任とジュロヴスキーの監督就任が発表された。第28節まで最下位で推移。第30節に残留圏内となる20位に上がり、以降は残留圏内を維持したが、最終順位はチーム史上最低の19位に終わった。シーズン終了後、11月18日に強化部長の小島、監督のジュロヴスキーがそれぞれ退任した。天皇杯は2回戦で金沢に延長戦の末敗れた。
2019年
クラブ設立25年目の節目のシーズン。中田一三が監督に就任。
田村亮介が福島に、永島悠史が岐阜に、岩崎悠人が札幌に、染谷悠太が柏に、カイオがUAE 1部・エミレーツ・クラブに、山田元気が期限付き移籍先の山口に、大黒将志が期限付き移籍先の栃木に、テゲバジャーロ宮崎に期限付き移籍していた沼大希がオーストリア2部・SVホルンに、沼津に期限付き移籍していた石田雅俊が韓国2部・安山グリナースFCに完全移籍、キム・チョルホが群馬に、テゲバジャーロ宮崎に期限付き移籍していた荻野広大と岐阜に期限付き移籍していた島村拓弥がブラジル2部・ロンドリーナECに期限付き移籍、期限付き移籍で加入していた庄司悦大と呉少聰、大久保剛志、レンゾ・ロペスが期間満了により退団した。
一方で、エスクデロ競飛王が期限付き移籍から復帰、ラジル・サンタカタリーナ州1部・フィゲイレンセFCからレナン・モッタを、愛媛から安藤淳を、仙台から庄司悦大を札幌から宮吉拓実を、大宮から加藤順大を完全移籍で、G大阪から一美和成を期限付き移籍で獲得、栃木から期限付き移籍で加入していたジュニーニョと鹿児島ユナイテッドFCから期限付き移籍で加入していた黒木恭平が完全移籍に移行、U-18から江川慶城と上月壮一郎、服部航平が昇格、早稲田大学から冨田康平、関西学院大学から中野克哉、明治大学から上夷克典が入団した。
第22節から第24節まで首位に立ったが、8月以降に4連敗を喫した他、アウェイ戦でも2勝7敗と苦戦。最終節柏戦に勝利すれば得失点差次第でプレーオフ進出の可能性があったが、オルンガに8得点を許すなど、従来記録（1998年のC大阪1-9磐田）を大幅に塗り替える13-1と歴史的大敗を喫し、最終順位は8位に終わった。シーズン終了後、監督の中田一三とコーチのゲルト・エンゲルスが退任した。天皇杯は2回戦で水戸に敗れた。
2020年
新監督にコーチの實好礼忠が就任。
田中マルクス闘莉王と増川隆洋が引退、下畠翔吾と牟田雄祐が岩手に、望月嶺臣がヴィアティン三重に、小屋松知哉と湯澤洋介が鳥栖に、仙頭啓矢が横浜FMに、重廣卓也が福岡に、エスクデロ競飛王が栃木に、磐瀬剛が期限付き移籍先の群馬に、菅野孝憲が期限付き移籍先の札幌に、群馬に期限付き移籍していたキム・チョルホが韓国3部・華城FCに完全移籍、大野耀平が富山に期限付き移籍、期限付き移籍で加入していた一美和成と藤本淳吾、中坂勇哉が期間満了により退団した。
一方で、麻田将吾と荻野広大、江川慶城、服部航平が期限付き移籍から復帰、浦和から森脇良太を、長崎からヨルディ・バイスを、甲府からピーター・ウタカと曽根田穣を、富山から太田岳志を、磐田から荒木大吾を、横浜FMから中川風希と李忠成を、湘南から野田隆之介を、清水から飯田貴敬を完全移籍で獲得する大型補強を敢行。さらにユースからは山田楓喜、川崎颯太が昇格。そして帝京長岡高校から谷内田哲平が新加入した。さらに開幕3日前には長崎から黒木聖仁を完全移籍で獲得した。萩野は2月13日にジェイリースへ、服部は10月23日に宮崎へ、それぞれ期限付き移籍したが、9月26日に仙頭が期限付き移籍で横浜FMから復帰した。
本拠地をサンガスタジアム by KYOCERAに移した最初のシーズンとなったが、ホームでは前半戦9試合無敗（7勝2分）と圧倒的な強さを見せたものの、逆にアウェーでは12試合で僅か2勝（5分5敗）に留まったこともあり、前半戦終了時点では勝点34、首位北九州に勝点差10の5位に留まった。後半戦に入るとホームでも5勝2分5敗と五分、アウェーでは2勝2分5敗で後半戦は勝点25と前半戦より勝点を挙げられず、年間では勝点59、最終順位は8位に終わった。新加入のピーター・ウタカは22得点でクラブ3人目のJ2得点王を獲得した。シーズン終了後實好が退任した。
2021年
クラブスローガン ：「一心」
チームスローガン ：「HUNT3」
新監督に元湘南監督の曺貴裁が就任。
安藤淳と石櫃洋祐が引退、上夷克典が大分に、黒木聖仁が富山に、宮城雅史が宮崎に、江川慶城がいわきFCに、金久保順が水戸に、ジュニーニョが栃木に、荻野広大がジェイリースFCに、服部航平がFC.Bomboneraに、加藤順大がマッチャモーレ京都山城に、レナン・モッタがブラジル・サンパウロ州1部・AAポンチ・プレッタに、C大阪へ期限付き移籍していた島村拓弥が今治に、大野耀平が期限付き移籍先の富山に完全移籍、中川風希が過去在籍していた琉球に期限付き移籍、期限付き移籍で加入していた仙頭啓矢が期間満了により退団した。
一方で、湘南から曺の教え子である松田天馬と中川寛斗、浦和から武富孝介、岡山から武田将平（前年は甲府に期限付き移籍）、鳥取から三沢直人が完全移籍加入。札幌から白井康介、FC東京から木村誠二、浦和から福島春樹と荻原拓也が期限付き移籍で加入した。U-18から中野桂太が昇格、関西大学から長井一真が入団した。
曺は試合内容の良さよりも合理性を重視し、湘南監督時に使用していた「湘南スタイル」的な堅守速攻を使用した。また2021年の京都はリヴァプールFCとの類似性があり、フォーメーション 4-3-3・ゲーゲンプレス的なハイプレス・ハイライン・中央突破のショートカウンター・3ボランチのハードワークなどアグレッシブな戦術が顕著となった。その結果、第6節からの6連勝を含む15戦は無敗で、第15節終了時に3位から首位浮上すると同年のJ1昇格圏の2位以内に留まり続ける。第21節に磐田に首位を明け渡したものの、後半戦も磐田と激しい首位争いを繰り広げ、5回首位が入れ替わった。しかし第31節長崎戦に敗れて首位を明け渡した後は首位に戻れず第38節の磐田との直接対決にも敗れてJ2優勝は逃した。しかし、その後も昇格圏内はキープし、11月28日の第41節千葉戦の引き分けによって、曺貴裁就任1年目で2010年以来12シーズンぶりのJ1復帰を果たした。ウタカがリーグ2位の21得点、宮吉が10得点を挙げたが、総得点ではリーグ8位タイの59に止まりながらリーグ最少の31失点の堅守が上位争いの原動力となった。
なお、シーズン途中には、木村誠二が期限付き移籍期間満了で退団、7月29日に谷内田哲平が栃木に期限付き移籍した一方、福島からイスマイラが完全移籍で加入した。

### 2022年 - （J1）
2022年
クラブスローガン ：「みんな輝け ～サンガに関わる全ての人々が"笑顔で生き生き"と～」
チームスローガン ：「S Adventure 今、冒険が始まる」
曺体制2年目。
ヨルディ・バイスが岡山に、森脇良太が愛媛に、李忠成がシンガポール1部・アルビレックス新潟シンガポールに、庄司悦大が岐阜に、中野克哉が琉球に、上月壮一郎がドイツ・ミッテルライン地方リーグ（5部相当）・1.FCデューレンに、中川寛斗が大分に、野田隆之介が琉球に、曽根田穣が水戸に、清水圭介が大阪に、冨田康平と琉球に期限付き移籍していた中川風希が今治に完全移籍、期限付き移籍で加入していた福島春樹が期間満了により退団した。
一方で、12年ぶりJ1に向けて大型補強を敢行、群馬から大前元紀と松原修平、名古屋から山﨑凌吾、C大阪から豊川雄太、岡山から井上黎生人、甲府からメンデス、仙台からアピアタウィア久、徳島から上福元直人、山形からマルティノス、オランダ2部・アルメレ・シティFCからニュージーランド代表のマイケル・ウッドを完全移籍で、浦和から金子大毅が期限付き移籍で獲得、札幌から期限付き移籍で加入していた白井康介が完全移籍に移行、法政大学から田中和樹が入団した。
前年のスタイルを維持し、開幕戦ではウタカのゴールで1-0と浦和からJ1での12年ぶりの勝利を挙げる。序盤はウタカが3試合連続得点を挙げるなど4月終了時点でリーグトップの7得点の活躍を見せ、チームも第6節から第9節までの4試合を3勝1分と好調をキープ。第9節時点で5位と上位争いに絡む。しかし第10節以降は一転してなかなか勝ち星を挙げることができず、第16節では前年優勝クラブの川崎に勝利したものの、後半戦は得点力不足が響いて徐々に順位を下げ、最終成績8勝12分14敗の16位でJ1参入プレーオフにまわった。38失点はリーグ3位タイと前年からの持ち味の堅守をJ1でも発揮した一方、30得点はリーグワースト2位だった。プレーオフでは参入決定戦でJ2・4位の熊本に1-1で引き分けてJ1残留を果たした。
12年ぶりに参戦したルヴァンカップでは、グループ首位でクラブ史上初のグループリーグ突破を果たしたが、プレーオフステージで名古屋に連敗を喫して敗退した。
天皇杯では高知ユナイテッドSC（高知県代表）、清水、栃木、東京Vを破って11年ぶりに準決勝進出。サンガスタジアムでの天皇杯初開催となった準決勝では、広島に延長戦の末に敗れて敗退となった。
なお、シーズン途中には、松原修平が札幌に完全移籍した一方、サウジアラビア2部・アル・アダラーFCからアラン・カリウスを完全移籍で、鳥栖から曺の流通経済大学時代の教え子佐藤響、ウクライナ1部・FCメタリスト・ハルキウからパウリーニョ（2022年はブラジル1部・アメリカFCに期限付き移籍）を期限付き移籍で獲得した。8月18日には加藤久が強化アカデミー本部長を退任し、クラブのブランドアンバサダーの安藤淳が同職を退任して強化部長代理に就任した。
2023年
クラブスローガン ：「超・感動 ～力を合わせ"今"を超える感動を～」
チームスローガン ：「Rev up 高みへ」
曺体制3年目。
ピーター・ウタカと武富孝介が甲府に、大前元紀が南葛SCに、チーム最古参本多勇喜が神戸に、上福元直人が川崎に、長井一真が水戸に、中野桂太が徳島に完全移籍、田中和樹が千葉に期限付き移籍、期限付き移籍で加入していた荻原拓也が期間満了により退団した。また、チーフトレーナーの岩城孝次も退団した。
一方、谷内田哲平が期限付き移籍から復帰、G大阪からパトリック、町田から平戸太貴、大分から三竿雄斗、水戸から木下康介、スウェーデン1部・IFKヨーテボリからスリナム代表のヴァルネル・ハーン、徳島から2019年以来の復帰となる一美和成が完全移籍で、広島からイヨハ理ヘンリー（前年は熊本に期限付き移籍）が期限付き移籍で加入、期限付き移籍にて加入していた金子大毅と佐藤響が完全移籍に移行、U-18から平賀大空と植田悠太が昇格、関西学院大学の木村勇大、明治大学から福田心之助が入団した。
リーグ戦は、無得点で開幕2連敗となるが、第3節FC東京戦でシーズン初勝利を挙げると、第5節横浜FC戦までJ1では21年ぶりとなる3連勝で一気に5位まで浮上する。しかし、その後は守備での勝負弱さが露呈し、2試合連続でオウンゴールでの決勝点を献上するなど第11節川崎戦から6連敗。第17節新潟戦で連敗を止めて前半戦を13位で折り返す。後半戦では名古屋や広島など前半戦で苦戦した上位クラブからも勝利を挙げた一方、サマーブレイクや代表ウィークによるリーグ戦の中断からの再開直後には得点が奪えず連敗してしまう傾向も目立ち、シーズン終盤には、第29節鳥栖戦でアピアタウィア久の試合終了間際の不適切な行為による退場直後に2失点して逆転負けを喫すると、3週間の代表ウィークを挟んで第31節まで3連敗。残留決定まであと1勝としながら足踏みが続き、残留争いに巻き込まれつつあったが、途中加入の原大智の活躍もあって第33節の勝利で残留が確定。最終節でも前年優勝クラブの横浜FMに勝利して連勝でシーズンを終えた。前年（2連勝が1回）を大きく上回る4度の連勝（3連勝1回、2連勝3回）を記録した一方で引き分けはリーグ最少タイの4と連勝と連敗を繰り返すようなシーズンとなったが、最終成績12勝4分18敗の13位と前年からは順位、勝点ともに向上させた。
天皇杯は両チーム11人目までもつれたPK戦の末に2回戦で富山に敗退。ルヴァンカップはグループリーグ3位で敗退した。
なお、シーズン途中には、白井康介がFC東京に完全移籍、イスマイラがモルドバ1部・FCシェリフ・ティラスポリに、飯田貴敬が大宮に、木村勇大が金沢に、マイケル・ウッドが甲府に期限付き移籍、契約更新のアナウンスがなかったマルティノスとメンデスが退団、その後、マルティノスはオランダ2部・TOPオスに、メンデスは千葉に加入した。一方でスペイン2部・デポルティーボ・アラベスから原大智（2022-23シーズン途中からはベルギー1部・シント＝トロイデンVVに所属）が完全移籍で、札幌からク・ソンユンが期限付き移籍で加入した。
2024年
クラブスローガン ：「共創 ～喜び・夢・感動をもっと～」
チームスローガン ：「強く超える 進化、深化、真価。」
曺体制4年目。
リーグ開幕戦では高卒ルーキーの安齋悠人がアディショナルタイムに同点ゴールを決めて柏と引き分け。高卒ルーキーがJ1開幕戦でデビューしてプロ初得点を決めるのは1994年の城彰二（市原）、1998年の高原直泰（磐田）に続き史上3人目となる。第3節川崎戦でシーズン初勝利が挙げるが、その後は苦戦。4月に3連敗（第7-9節）を喫すると、第10節神戸戦での勝利を挟んで5月にも5連敗（第11-15節）。第15節広島戦では0-5で敗れるなど4試合連続で3失点以上を喫して最下位に転落した。前半戦はわずか3勝、特にホームでは開幕から7連敗を記録するなど低迷したが、6月に大熊清がゼネラルマネージャーに就任し、夏の移籍期間でラファエル・エリアスや米本拓司ら5人を獲得。特にエリアスは加入当初から得点を量産し、原大智の復調やマルコ・トゥーリオもチームにフィットしたことで、後半戦ではJ1屈指とも評される強力3トップを形成。後半戦最初の10試合を7勝2分1敗と大きく巻き返してJ1残留圏内に浮上した。エリアスは第28節C大阪戦のハットトリックを皮切りに第31節G大阪戦までクラブ新記録の4試合連続得点を記録。さらに、加入後10試合目となった第33節の神戸戦には10得点目を記録し、Jリーグでのデビューから2桁得点に要した試合数としては1994年のベンチーニョ（V川崎）に並んで最速記録となった。その後はややペースダウンしたものの着実に勝ち点を積み重ね、第35節では前半戦で大敗した広島を破って首位から引きずり下ろすと、第36節川崎戦に引き分けたことで3試合を残してクラブ史上初の3年連続のJ1残留が確定した。最終成績は12勝11分15敗の14位。なお後半戦での勝ち点（33）はリーグ3位だった。
天皇杯も後半戦の勢いとともに大宮、清水、大分、千葉を破り2年ぶりにベスト4まで進出したが、優勝した神戸に準決勝で敗れて決勝進出を逃した。また、この年からJリーグ全カテゴリが参加する方式に変更されたルヴァンカップは長野に敗れて2回戦敗退となった。
2025年
クラブスローガン ：「共有 Kyo & You」
チームスローガン ：「Brave and Breakthrough ～勇敢に、突き進む。～」
曺体制5年目。
長崎へ期限付き移籍していた若原智哉が千葉に、甲府に期限付き移籍していた飯田貴敬は水戸にそれぞれ完全移籍。東京Vへ期限付き移籍していた木村勇大は完全移籍に移行。三竿雄斗がオーストラリア1部・パース・グローリーFCに、鈴木冬一が横浜FMに、金子大毅が磐田に、谷内田哲平と豊川雄太が大宮に、宮吉拓実が山口にそれぞれ完全移籍した。また松田佳大が山口に、植田悠太が千葉に、山田楓喜がポルトガル1部・CDナシオナルにそれぞれ期限付き移籍。ルーカス・オリヴェイラと塚川孝輝は期限付き移籍期間満了により退団した。
パトリック・ウィリアムがポルトガル1部・リオ・アヴェFC、須貝英大が鹿島から完全移籍で加入。ドイツ1部・FCアウクスブルクより奥川雅也が10年ぶり、大分より長沢駿も12年ぶりに完全移籍で復帰した。ジョアン・ペドロがブラジル1部・ECヴィトーリアより期限付き移籍で加入。新卒では明治大学から永田倖大と、立命館大学から特別指定選手として2023年からすでに活動に参加していた中野瑠馬が入団。
リーグ開幕戦ではJ1初昇格の岡山に敗れてJ1初勝利を献上するが、第4節川崎F戦でシーズン初勝利を挙げると、以降は徐々に調子を上げ、第7節から中2、3日で続いた7連戦（ルヴァンカップ1試合を含む）でも5勝1分け1敗と順調に勝ち点を積み重ねる。第9節鹿島戦では前半に0-2とリードを許しながらラファエル・エリアスが終盤の15分間だけでハットトリックを達成する活躍で4-3と逆転勝ち。この勝利は敵地カシマスタジアムで初めて鹿島を破る勝利となったとともに、J1史上最長となっていた鹿島のホーム連続無敗記録を27でストップさせた。7連戦の最後となった第11節新潟戦に勝利したことで暫定ながらクラブ史上初のJ1首位に浮上した。

## 成績

### 個人記録

#### リーグ戦通算出場上位
|    | 選手名   | 試合数 | 在籍期間                       |
| 1  | 手島和希 | 242    | 1999 - 2005、2006 - 2009       |
| 2  | 宮吉拓実 | 241    | 2008 - 2014、2015、2019 - 2024 |
| 3  | 安藤淳   | 234    | 2006 - 2013、2019 - 2020       |
| 4  | 石櫃洋祐 | 230    | 2014 - 2020                    |
| 5  | 中山博貴 | 221    | 2004 - 2015                    |
| 6  | 平井直人 | 213    | 1997 - 2010                    |
| 6  | 本多勇喜 | 213    | 2016 - 2022                    |
| 8  | 斉藤大介 | 202    | 1999 - 2008                    |
| 9  | 福岡慎平 | 195    | 2018 -                         |
| 10 | 角田誠   | 191    | 2000 - 2003、2006、2007 - 2010 |

※2024年終了時点のJリーグ・J1リーグ及びJ2リーグでの出場試合数（カップ戦などその他の公式戦の記録は含まない）。

#### リーグ戦通算得点上位
|   | 選手名           | 得点数 | 在籍期間                       |
| 1 | パウリーニョ     | 66     | 2005 - 2009                    |
| 2 | 黒部光昭         | 62     | 2000 - 2004                    |
| 3 | ピーター・ウタカ | 52     | 2020 - 2022                    |
| 4 | 大黒将志         | 48     | 2014 - 2015、2017              |
| 5 | 宮吉拓実         | 46     | 2008 - 2014、2015、2019 - 2024 |
| 6 | 田原豊           | 32     | 2002 - 2008                    |
| 7 | 小屋松知哉       | 22     | 2017 - 2019                    |
| 7 | 仙頭啓矢         | 22     | 2017 - 2019、2020              |
| 9 | 柳沢敦           | 21     | 2008 - 2010                    |
| 9 | 三浦知良         | 21     | 1999 - 2000                    |
| 9 | 中山博貴         | 21     | 2004 - 2015                    |

※2024年終了時点のJリーグ・J1リーグ及びJ2リーグでの得点数（カップ戦などその他の公式戦の記録は含まない）。
カップ戦も含めた公式戦通算では、黒部光昭の70得点が最多となる。

#### ハットトリック
|        | 得点数 | 選手名               | 開催日                      | 対戦クラブ         | スタジアム | 得点時間               |
| J1     | 3得点  | 黒崎比差支           | 1998年8月8日（1st第17節）   | コンサドーレ札幌   | 西京極     | 49分, 55分, 89分       |
| J1     | 3得点  | 三浦知良             | 2000年11月23日（2nd第14節） | ヴェルディ川崎     | 西京極     | 37分, 52分, 89分       |
| J1     | 3得点  | 黒部光昭             | 2002年4月6日（1st第5節）    | 東京ヴェルディ1969 | 西京極     | 08分, 46分, 65分       |
| J1     | 3得点  | 黒部光昭             | 2003年9月13日（2nd第5節）   | セレッソ大阪       | 長居       | 39分, 43分, 57分       |
| J1     | 3得点  | ラファエル・エリアス | 2024年8月17日（第27節）     | セレッソ大阪       | ヨドコウ   | 12分, 56分, 64分       |
| J1     | 3得点  | ラファエル・エリアス | 2025年4月6日（第9節）       | 鹿島アントラーズ   | カシマ     | 80分, 82分, 90+5分     |
| J2     | 4得点  | ピーター・ウタカ     | 2020年8月8日（第10節）      | モンテディオ山形   | NDスタ     | 31分, 37分, 53分, 87分 |
| J2     | 3得点  | 崔龍洙               | 2004年8月21日（第29節）     | コンサドーレ札幌   | 西京極     | 68分, 81分, 89分       |
| J2     | 3得点  | パウリーニョ         | 2005年10月1日（第34節）     | モンテディオ山形   | NDスタ     | 08分, 78分, 87分       |
| J2     | 3得点  | アンドレ             | 2007年5月13日（第15節）     | アビスパ福岡       | 博多球     | 35分, 54分, 66分       |
| J2     | 3得点  | パウリーニョ         | 2007年6月6日（第22節）      | ベガルタ仙台       | 福井       | 21分, 55分, 76分       |
| J2     | 3得点  | 久保裕也             | 2013年6月9日（第18節）      | ロアッソ熊本       | うまスタ   | 49分, 64分, 72分       |
| J2     | 3得点  | 大黒将志             | 2014年4月5日（第6節）       | 大分トリニータ     | 大銀ド     | 03分, 30分, 81分       |
| J2     | 3得点  | 大黒将志             | 2014年6月21日（第19節）     | ロアッソ熊本       | うまスタ   | 45分, 55分, 65分       |
| J2     | 3得点  | 田中マルクス闘莉王   | 2017年4月15日（第8節）      | 愛媛FC             | 西京極     | 52分, 72分, 90+2分     |
| J2     | 3得点  | ピーター・ウタカ     | 2021年4月17日（第8節）      | ギラヴァンツ北九州 | サンガS    | 17分, 23分, 52分       |
| 天皇杯 | 3得点  | 宮吉拓実             | 2011年11月16日（3回戦）     | モンテディオ山形   | NDスタ     | 15分, 44分, 48分       |

## タイトル

### クラブ
- J2リーグ：2回
  - 2001, 2005
- 天皇杯 JFA 全日本サッカー選手権大会：1回
  - 2002

### 個人別
- J1リーグ
  - ベストイレブン
    - 2008年 - 柳沢敦

  - 月間MVP
    - 2022年4月度 - ピーター・ウタカ
    - 2024年8月度 - ラファエル・エリアス
    - 2025年4月度 - ラファエル・エリアス
- J2リーグ
  - 得点王
    - 2005年 - パウリーニョ
    - 2014年 - 大黒将志
    - 2020年 - ピーター・ウタカ

  - 月間MVP
    - 2013年5月度 - オ・スンフン
    - 2013年7月度 - 山瀬功治
    - 2014年9月度 - 大黒将志
    - 2019年5月度 - 仙頭啓矢
    - 2021年4月度 - ピーター・ウタカ
- ジャパンフットボールリーグ
  - ベストイレブン
    - 1995年 - 森下申一、望月聡

## スタジアム・練習場

### ホームスタジアム
ホームスタジアムは、京都府が亀岡市に建設した球技専用のサンガスタジアム by KYOCERA（京都府立京都スタジアム）。京都府が主導する球技専用スタジアム建設計画は建設規模や建設候補地の調整に時間がかかり、さらに亀岡への建設が決まっても天然記念物かつ国内希少野生動植物種であるアユモドキの生息地であったことから設計が二転三転したが、2018年から工事着手した。2020年1月に竣工式が行われ、同年からホームスタジアムとして使用している。
2019年まではたけびしスタジアム京都（京都市西京極総合運動公園陸上競技場兼球技場）を使用していた。西京極はJリーグが定めるクラブライセンスでスタンドの屋根の占有率や、トイレ数などが充足していないが、西京極のライセンス充足化工事の実施及び新スタジアムの建設が計画されていることを理由に、クラブに対するライセンス交付上の制裁は2015年度以後については行われなかった。なお、ホームゲームではないものの、サンガスタジアム移転後も天皇杯では初戦にあたる2回戦は西京極で開催されることが多い。
その他の過去のホームゲーム開催スタジアムは「当項目」を参照のこと。

### 練習場
1998年より京都サンガF.C.東城陽グラウンド（通称：サンガタウン城陽）を使用している。なお、クラブ創設当初は京都府立山城総合運動公園（京都府宇治市）などの京都府及び滋賀県内のグラウンド、1995年から1997年まで「京セラ八日市総合グラウンド」（滋賀県東近江市）を使用していた。

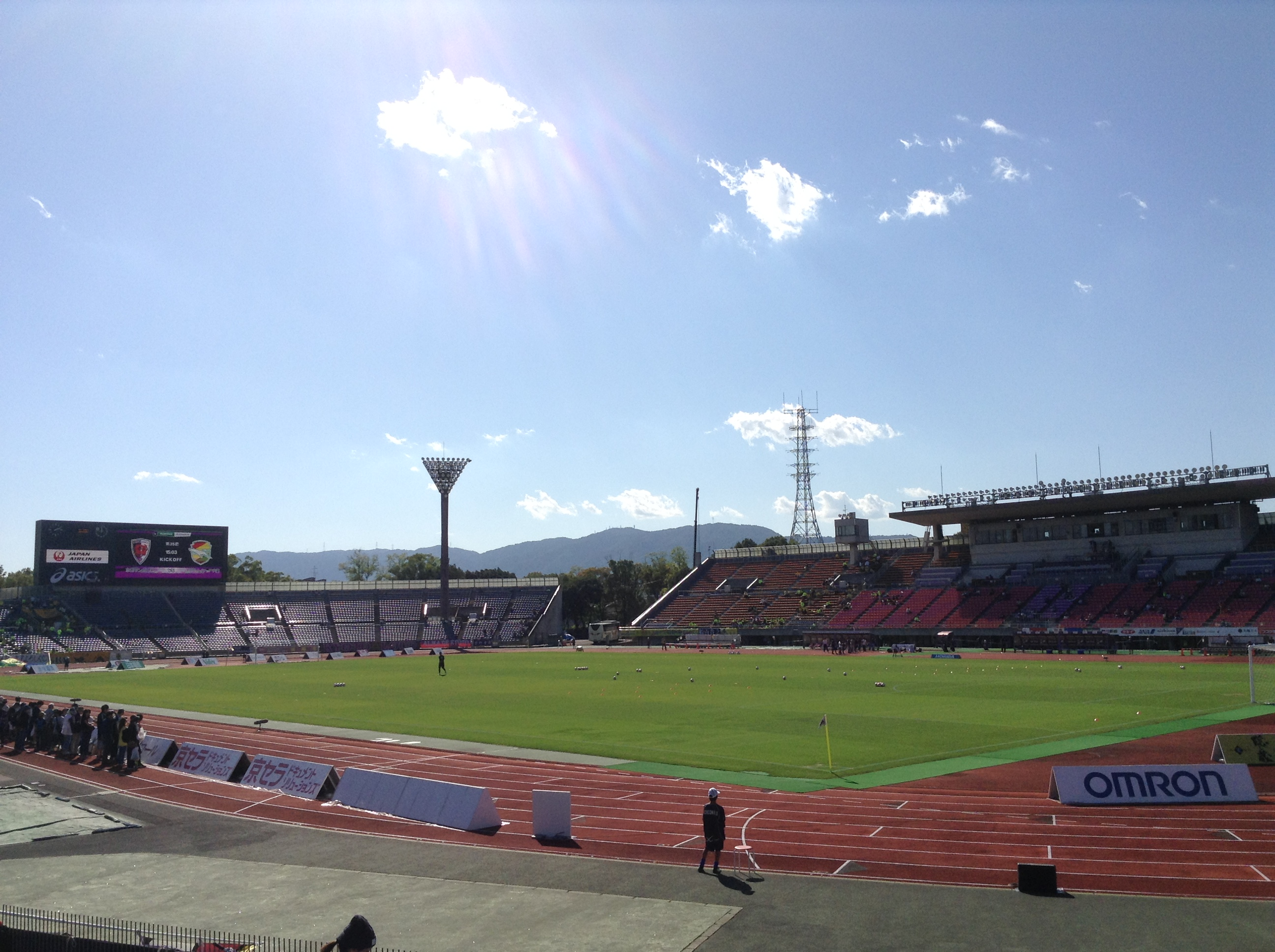
たけびしスタジアム京都（京都市右京区）
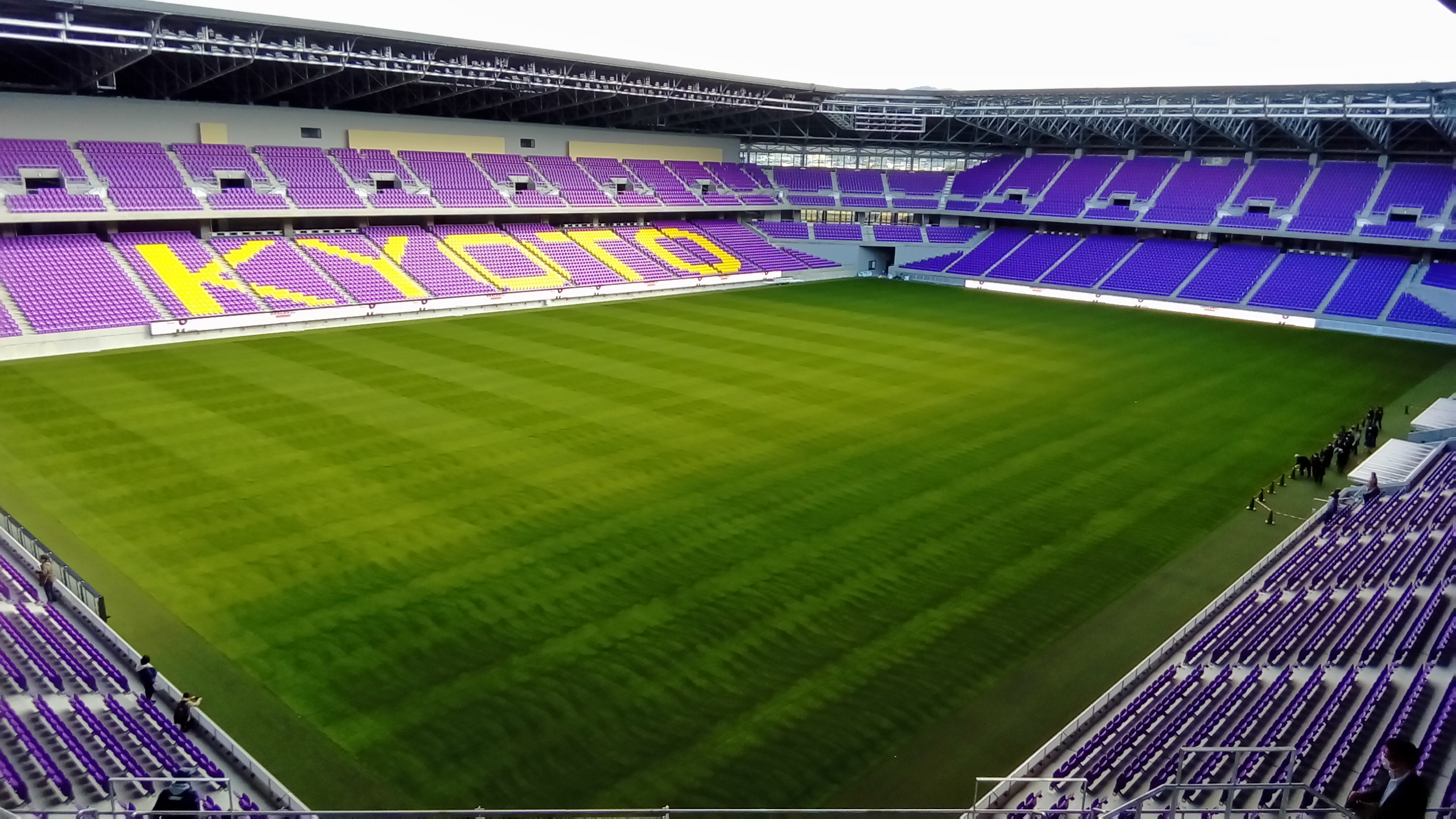
サンガスタジアム by KYOCERA（亀岡市）
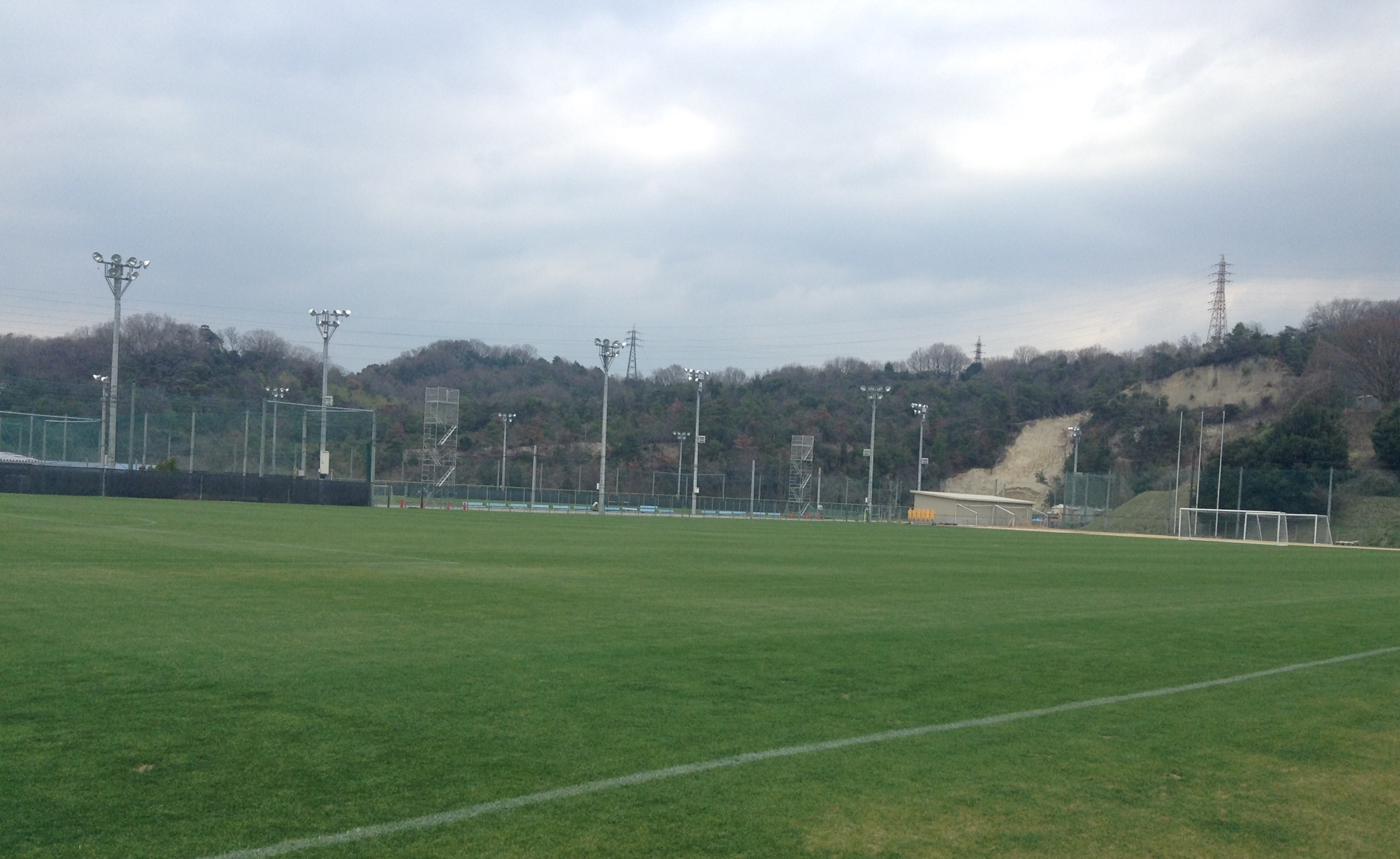
サンガタウン城陽（城陽市）

## ユニフォーム

### チームカラー
- 紫[1]

### ユニフォームスポンサー
| 掲出箇所   | スポンサー名 | 表記                                                        | 掲出年      | 備考 |
| 胸         | 京セラ       | KyOCERa                                                     | 1994年 -    | 1995年 - 2021年は「京セラ」表記                                                                          |
| 鎖骨       | ワコール     | WACOAL                                                      | 2019年 -    | 右側に掲出 1996年 - 2006年は袖 2007年 - 2018年はユニフォームサプライヤー 2019年 - 2020年は「Wacoal」表記 |
| 鎖骨       | 堀場製作所   | HORIBA                                                      | 2020年 -    | 左側に掲出                                                                                               |
| 背中上部   | 任天堂       | 任天堂                                                      | 1994年 -    | |
| 背中下部   | KDDI         | RESPECT YOU, au                                             | 2017年 -    | 2017年 - 2020年および 2021年 - 2022年2ndは「au」表記は「au」表記 2021年 - 2022年1stは「au 5G」、         |
| 袖         | 京都銀行     | 京都銀行                                                    | 2007年 -    | |
| パンツ前面 | 大和証券     | 大和証券                                                    | 2002年4月 - | 2002年 - 2005年2ndは「大和証券SMBC」表記                                                                 |
| パンツ背面 | 文化庁       | Agency for Cultural Affairs ▶ moving to Kyoto 文化庁 京都へ | 2023年 -    | |

- 左胸のエンブレム上の星（★）は第82回天皇杯全日本サッカー選手権大会（2002年）の優勝を表している。
- 2013年からホームタウンの一つである城陽市の名産品である金糸を使って、エンブレム上の星とユニフォーム右腕の「京都」の文字を刺繍している[45]。

### トレーニングウェア
- KDDI（ロゴマークは2013年からau表記）、ニデック

### スーツサプライヤー
- オンリー

### ユニフォームサプライヤーの遍歴
- 1994年 - 1995年：プーマ
- 1996年：リーグ戦はミズノ、カップ戦はプーマ
- 1997年 - 2002年：アンブロ
- 2003年 - 2006年：ミズノ
- 2007年 - 2018年：ワコール（2007年 - 2012年は「CW-X」、2013年 - 2018年は「Wacoal」表記）
- 2019年[46] - 現在：プーマ

### 歴代ユニフォーム
| FP 1st      |             |             |             |             |
| 1997 - 1998 | 1999        | 2000        | 2001 - 2002 | 2003 - 2004 |
| 2005 - 2006 | 2007 - 2008 | 2009 - 2010 | 2011 - 2012 | 2013        |
| 2014        | 2015 - 2016 | 2017 - 2018 | 2019        | 2020        |
| 2021        | 2022        | 2023        | 2024        | 2025 -      |
|             |             |             |             |             |

| FP 2nd      |             |             |             |             |
| 1997 - 1998 | 1999 - 2000 | 2001 - 2002 | 2003 - 2004 | 2005 - 2006 |
| 2007 - 2008 | 2009        | 2010        | 2011 - 2012 | 2013        |
| 2014        | 2015 - 2016 | 2017 - 2018 | 2019        | 2020        |
| 2021        | 2022        | 2023        | 2024        | 2025 -      |
|             |             |             |             |             |

| FP Other                           |                                |                               |                               |                                    |
| 2007 - 2008 3rd                    | 2019 · クラブ創立 · 25周年記念 | 2022 · 9月ホーム · リミテッド | 2023 · 8月ホーム · リミテッド | 2024 · クラブ創立 · 30thリミテッド |
| 2025 · 8月、9月ホーム · リミテッド |                                |                               |                               |                                    |
|                                    |                                |                               |                               |                                    |

### 歴代ユニフォームスポンサー表記
| 年度 | 箇所    | 箇所   | 箇所   | 箇所     | 箇所                     | 箇所     | 箇所                                   | 箇所                                                        | サプライヤー  |
| 年度 | 胸      | 鎖骨左 | 鎖骨右 | 背中上部 | 背中下部                 | 袖       | パンツ前面                             | パンツ背面                                                  | サプライヤー  |
| 1994 | KyOCERa | 解禁前 | 解禁前 | 任天堂   | 解禁前                   | -        | 解禁前                                 | 解禁前                                                      | PUMA          |
| 1995 | 京セラ  | 解禁前 | 解禁前 | 任天堂   | 解禁前                   | -        | 解禁前                                 | 解禁前                                                      | PUMA          |
| 1996 | 京セラ  | 解禁前 | 解禁前 | 任天堂   | 解禁前                   | Wacoal   | 解禁前                                 | 解禁前                                                      | Mizuno / PUMA |
| 1997 | 京セラ  | 解禁前 | 解禁前 | 任天堂   | 解禁前                   | Wacoal   | 解禁前                                 | 解禁前                                                      | UMBRO         |
| 1998 | 京セラ  | 解禁前 | 解禁前 | 任天堂   | 解禁前                   | Wacoal   | 解禁前                                 | 解禁前                                                      | UMBRO         |
| 1999 | 京セラ  | 解禁前 | 解禁前 | 任天堂   | 解禁前                   | Wacoal   | 解禁前                                 | 解禁前                                                      | UMBRO         |
| 2000 | 京セラ  | 解禁前 | 解禁前 | 任天堂   | 解禁前                   | Wacoal   | 解禁前                                 | 解禁前                                                      | UMBRO         |
| 2001 | 京セラ  | 解禁前 | 解禁前 | 任天堂   | 解禁前                   | Wacoal   | 解禁前                                 | 解禁前                                                      | UMBRO         |
| 2002 | 京セラ  | 解禁前 | 解禁前 | 任天堂   | 解禁前                   | Wacoal   | 大和証券 （1st） 大和証券 SMBC （2nd） | 解禁前                                                      | UMBRO         |
| 2003 | 京セラ  | 解禁前 | 解禁前 | 任天堂   | 解禁前                   | Wacoal   | 大和証券 （1st） 大和証券 SMBC （2nd） | 解禁前                                                      | Mizuno        |
| 2004 | 京セラ  | 解禁前 | 解禁前 | 任天堂   | 解禁前                   | Wacoal   | 大和証券 （1st） 大和証券 SMBC （2nd） | 解禁前                                                      | Mizuno        |
| 2005 | 京セラ  | 解禁前 | 解禁前 | 任天堂   | 解禁前                   | Wacoal   | 大和証券 （1st） 大和証券 SMBC （2nd） | 解禁前                                                      | Mizuno        |
| 2006 | 京セラ  | 解禁前 | 解禁前 | 任天堂   | 解禁前                   | Wacoal   | 大和証券                               | 解禁前                                                      | Mizuno        |
| 2007 | 京セラ  | 解禁前 | 解禁前 | 任天堂   | 解禁前                   | 京都銀行 | 大和証券                               | 解禁前                                                      | CW-X          |
| 2008 | 京セラ  | 解禁前 | 解禁前 | 任天堂   | 解禁前                   | 京都銀行 | 大和証券                               | 解禁前                                                      | CW-X          |
| 2009 | 京セラ  | 解禁前 | 解禁前 | 任天堂   | 解禁前                   | 京都銀行 | 大和証券                               | 解禁前                                                      | CW-X          |
| 2010 | 京セラ  | 解禁前 | 解禁前 | 任天堂   | 解禁前                   | 京都銀行 | 大和証券                               | 解禁前                                                      | CW-X          |
| 2011 | 京セラ  | 解禁前 | 解禁前 | 任天堂   | 解禁前                   | 京都銀行 | 大和証券                               | 解禁前                                                      | CW-X          |
| 2012 | 京セラ  | 解禁前 | 解禁前 | 任天堂   | 解禁前                   | 京都銀行 | 大和証券                               | 解禁前                                                      | CW-X          |
| 2013 | 京セラ  | 解禁前 | 解禁前 | 任天堂   | 解禁前                   | 京都銀行 | 大和証券                               | 解禁前                                                      | Wacoal        |
| 2014 | 京セラ  | 解禁前 | 解禁前 | 任天堂   | 解禁前                   | 京都銀行 | 大和証券                               | 解禁前                                                      | Wacoal        |
| 2015 | 京セラ  | 解禁前 | 解禁前 | 任天堂   | 解禁前                   | 京都銀行 | 大和証券                               | 解禁前                                                      | Wacoal        |
| 2016 | 京セラ  | 解禁前 | 解禁前 | 任天堂   | -                        | 京都銀行 | 大和証券                               | 解禁前                                                      | Wacoal        |
| 2017 | 京セラ  | 解禁前 | 解禁前 | 任天堂   | au                       | 京都銀行 | 大和証券                               | 解禁前                                                      | Wacoal        |
| 2018 | 京セラ  | -      | -      | 任天堂   | au                       | 京都銀行 | 大和証券                               | 解禁前                                                      | Wacoal        |
| 2019 | 京セラ  | -      | Wacoal | 任天堂   | au                       | 京都銀行 | 大和証券                               | 解禁前                                                      | PUMA          |
| 2020 | 京セラ  | HORIBA | Wacoal | 任天堂   | au                       | 京都銀行 | 大和証券                               | -                                                           | PUMA          |
| 2021 | 京セラ  | HORIBA | WACOAL | 任天堂   | au 5G （1st） au （2nd） | 京都銀行 | 大和証券                               | -                                                           | PUMA          |
| 2022 | KyOCERa | HORIBA | WACOAL | 任天堂   | au 5G （1st） au （2nd） | 京都銀行 | 大和証券                               | -                                                           | PUMA          |
| 2023 | KyOCERa | HORIBA | WACOAL | 任天堂   | RESPECT YOU, au          | 京都銀行 | 大和証券                               | Agency for Cultural Affairs ▶ moving to Kyoto 文化庁 京都へ | PUMA          |

## アカデミー・育成

### 概要
育成組織（アカデミー）として、U-18、U-15、U-12SPコースを有する他、サッカースクールとして幼稚園・保育園在園児を対象とした「KIDSコース」、中学生、大人、女子、GKの4コースから構成される「クリニックコース」、小学2年生から6年生を対象とするプレミアコース・プレミアクラスも設置されている。また、U-18年代を対象とした「スカラーアスリートプロジェクト」も併せて運営している。

### 主な大会の結果・成績
- Jユースカップ：優勝2回（2001年, 2017年）
- 日本クラブユースサッカー選手権(U-15)大会：優勝2回（1999年, 2007年）
- 高円宮杯 JFA 全日本U-15サッカー選手権大会：優勝2回（2011年）
- JFAプレミアカップ：優勝3回（2010年, 2011年, 2015年）
- Manel Pons Cup：優勝1回（2010年）
- Torneo de Futbol Virgen del Pilar：優勝1回（2010年）

### スカラーアスリートプロジェクト
2005年時点で育成組織専用の練習場などが無かったため、当時サンガの監督であった柱谷幸一がサンフレッチェ広島のユースチームと地元高校の連携を例に挙げて育成組織の改善をクラブ幹部に提案した。
2006年度から、産の京セラ、学の立命館、民のサンガが提携し、高校年代の生徒が勉学は立命館宇治高校、練習は京都サンガF.C.東城陽グラウンドにある育成組織専用の照明を完備した人工芝グラウンドで、生活はサンガが建設した寮で行い、学費は立命館が、寮費・食費はサンガが全面的に負担する、「SCHOLAR-ATHLETE PROJECT（スカラーアスリートプロジェクト、以下SAP）」が開始された。2011年度にSAP開始以降初めて、SAP対象者がトップチームへ昇格した。

### SP京都FCとの提携
2014年1月22日、SP京都FC（当時は佐川印刷京都）と選手育成、強化などを目的とする業務提携を締結した。業務提携の契約期間は2014年2月から2016年1月までであった。2014年は森岡隆三（サンガ元コーチ）がSP京都FCのヘッドコーチに就任し、國領一平および齊藤隆成が育成型期限付き移籍で加入した。

## エピソード

### Jリーグ初の試合中止
1996年のJリーグカップ、柏レイソル戦（8月14日、大分市営陸上競技場=サンガ主催ゲーム）が台風のため中止となったが、Jリーグ公式戦が中止となった初めてのケースである。
なお、代替試合は西京極が芝生の張替え工事中につき使用できなかったため、G大阪の許可を得て、G大阪のホームスタジアムである万博記念競技場で8月24日に開催された。

### 五山送り火と同日のホームゲーム
毎年8月16日の夜に、京都の夏を代表する風物詩として知られる「五山送り火」が行われる。当日はネオンや照明灯などの灯火を自粛するよう京都市から呼びかけが行われるため、サンガのホームゲームが京都市内で重複する際は以下のような対応がとられた。
1997年のJリーグ
Jリーグ2ndステージ・第5節の横浜M戦が8月15日に開催された（他クラブは8月16日開催）。なお、試合は1-4でサンガの敗戦。
2007年のJリーグ ディビジョン2
J2第34節の札幌戦が8月16日の17時20分キックオフの薄暮開催となった。なお、試合は2-3でサンガの敗戦。

## メディア
KBS京都（テレビ）
- エキサイティング!J（ホーム全試合と一部のアウェーゲームを中継）
- VALUE!サンガ（1995年）
  - 旧JFL期の番組。TKOの2人が出演していた。
- サンガレボリューション（1998年 - 2000年）
  - 1998年は週1回の15分番組として放送されたが、翌年以降縮小した。
- 京スポ〜SPORTS NEWS ENTERTAINMENT〜（2004年 - 現在放送中）
- サンガ@LOVE（2006年）
  - 試合ハイライトや選手のインタビューを中心とした番組であった。
- ぽじポジたまご

朝日放送（ABC）
- Jフットニスタ（2015年 - 現在放送中）

毎日放送（テレビ）
- KICK OFF! KANSAI（2023年 - 現在放送中）

KBS京都（ラジオ）
- Sanga Today
- 伊舞なおみのみんながメダリスト（番組内で実況中継を行う場合あり）

NHK京都放送局
- Jリーグ中継（不定期に京都ローカルで中継する場合がある）
- ニュース610 京いちにち（月曜日に「スポーツ京都版」を放送）

J:COM 京都みやびじょん
- Foot Style 京都（ホームゲームハイライトなどを放映）

α-STATION
- α-MORNING KYOTO（「What's Up with Sanga,Today」を放送）

## 決算
京都サンガの決算は、つぎのとおり。

### 損益
| 年度 | 収入  | 広告料 | 入場料 | 配分 | その他 | 費用  | 事業費 | 人件費 | 管理費 | 利益 | 純利益 |
| 2005 | 2,058 | 1,308  | 245    | 153  | 352    | 1,830 | 1,435  | N.A.   | 395    | 228  | 158    |
| 2006 | 2,230 | 1,447  | 334    | 251  | 198    | 2,120 | 1,738  | 1,072  | 382    | 110  | 47     |
| 2007 | 2,125 | 1,460  | 301    | 131  | 233    | 2,085 | 1,683  | 1,051  | 402    | 40   | 11     |
| 2008 | 2,502 | 1,571  | 450    | 233  | 248    | 2,505 | 2,095  | 1,334  | 410    | -3   | 1      |
| 2009 | 2,416 | 1,515  | 419    | 227  | 255    | 2,596 | 2,216  | 1,503  | 380    | -180 | -248   |
| 2010 | 2,311 | 1,484  | 348    | 220  | 259    | 2,416 | 2,030  | 1,308  | 386    | -105 | -251   |

出典: 各年度のJクラブ決算一覧。
2005、
2006、
2007、
2008、
2009、
2010
金額の単位: 百万円
人件費は事業費に含まれる。
| 年度 | 収益  | 広告料 | 入場料 | 配分 | 育成 | その他 | 費用  | 人件費 | 試合 | トップ | 育成 | 女子 | 販売 | 利益 | 純利益 |
| 2011 | 2,140 | 1,395  | 199    | 100  | 131  | 315    | 1,896 | 895    | 174  | 156    | 126  | 0    | 545  | 244  | 253    |
| 2012 | 2,039 | 1,354  | 250    | 89   | 129  | 217    | 1,521 | 591    | 134  | 166    | 126  | 0    | 504  | 518  | 297    |
| 2013 | 1,930 | 1,235  | 260    | 107  | 134  | 194    | 1,681 | 692    | 135  | 156    | 145  | 0    | 553  | 249  | 151    |
| 2014 | 1,761 | 1,136  | 229    | 100  | 138  | 158    | 1,667 | 695    | 128  | 155    | 129  | 0    | 560  | 94   | 61     |
| 2015 | 1,897 | 1,133  | 193    | 89   | 150  | 332    | 1,792 | 796    | 133  | 155    | 129  | 0    | 579  | 105  | 12     |

出典: 各年度のJクラブ決算一覧。
2011、
2012、
2013、
2014、
2015
金額の単位: 百万円
| 年度 | 収益  | 広告料 | 入場料 | 配分 | 育成 | 物販 | その他 | 費用  | 人件費 | 試合 | トップ | 育成 | 女子 | 物販 | 販売 | 利益 | 純利益 |
| 2016 | 1,743 | 1,122  | 200    | 93   | 136  | 58   | 134    | 2,008 | 965    | 143  | 154    | 127  | 0    | 34   | 585  | -265 | -284   |

出典: 各年度のJクラブ決算一覧。
2016
金額の単位: 百万円

### 資産
| 年度 | 総資産 | 総負債 | 純資産 | 資本金 |
| 2005 | 1,000  | 787    | 213    | 3,605  |
| 2006 | 926    | 666    | 259    | 3,605  |
| 2007 | 822    | 552    | 270    | 3,605  |
| 2008 | 1,577  | 1,304  | 272    | 3,605  |
| 2009 | 1,154  | 1,131  | 23     | 3,605  |
| 2010 | 1,269  | 1,497  | -228   | 3,605  |
| 2011 | 1,159  | 1,134  | 25     | 3,605  |
| 2012 | 1,314  | 992    | 322    | 3,605  |
| 2013 | 1,045  | 572    | 473    | 3,605  |
| 2014 | 1,037  | 503    | 535    | 3,605  |
| 2015 | 1,055  | 508    | 547    | 3,605  |
| 2016 | 765    | 502    | 263    | 3,605  |

出典: 各年度のJクラブ決算一覧。
2005、
2006、
2007、
2008、
2009、
2010、
2011、
2012、
2013、
2014、
2015、
2016
金額の単位: 百万円